# Пухкало, Виталий Дмитриевич
Вита́лий Дми́триевич Пухкало (род. 9 сентября 1992, Кустанай, Казахстан) — казахстанский лыжник, участвующий в международных соревнованиях, серебряный призёр Универсиады 2017 в эстафете, участник зимних Олимпийских игр 2018 года.

## Карьера

### Олимпиада
| Олимпийские игры | Спринт | Командный спринт | 15 км | Скиатлон 15+15 | Масс-старт 50 км | Эстафета |
| ---------------- | ------ | ---------------- | ----- | -------------- | ---------------- | -------- |
| Пхенчхан 2018    | -      | -                | 54    | 34             | 52               | 8        |

### Чемпионат мира
| Чемпионат мира  | Спринт | Командный спринт | 15 км | Скиатлон 15+15 | Масс-старт 50 км | Эстафета |
| --------------- | ------ | ---------------- | ----- | -------------- | ---------------- | -------- |
| Лахти 2017      | -      | -                | 47    | 46             | 39               | -        |
| Зеефельд 2019   | -      | -                | 50    | 48             | DNS              | 7        |
| Оберстдорф 2021 | -      | -                | 53    | 47             | DNF              | 12       |

### Универсиада
На Универсиаде 2017 в Алматы завоевал серебряную медаль в эстафете.

## Семья
Женат.